# Microsoft Lumia 950 XL
Microsoft Lumia 950 XL là một chiếc điện thoại thông minh được phát triển bởi Microsoft, được chính thức công bố vào ngày 6 tháng 10 năm 2015 và bán ra vào ngày 20 tháng 11 năm 2015 cùng với phiên bản nhỏ hơn Lumia 950. Chiếc Lumia 950 XL là sản phẩm kế nhiệm cho chiếc Nokia Lumia 1520 và nằm trong những chiếc điện thoại đầu tiên được cài sẵn Windows 10 Mobile. Chiếc điện thoại được chủ yếu nhắm vào phân khúc cao cấp, trái ngược lại với chiến lược trước đó của Microsoft nhằm tập trung vào các thị trường mới nổi với các thiết bị bình dân.

## Phần cứng
Chiếc Lumia 950 XL được trang bị bộ khung polycarbonate với phần mặt lưng có thể tháo rời, cho phép tiếp cận phần pin cũng như khe SIM và thẻ nhớ microSD. Chiếc điện thoại có hai phiên bản màu, đen và trắng, mặc dù cũng có nhiều mặt lưng thay thế với nhiều màu sắc và vật liệu khác nhau từ các bên thứ ba.

### Phần cứng bên trong
Lumia 950 XL sử dụng bộ SoC Qualcomm Snapdragon 810 MSM8994 với bốn lõi xử lý Cortex-A57 2 GHz kết hợp với bốn lõi xử lý Cortex-A53 1.5 GHz trong kiến trúc big.LITTLE, cho phép xử lý dữ liệu tối ưu hơn bằng cách sử dụng các lõi "big" để xử lý các dữ liệu có khối lượng lớn và các lõi "LITTLE" chậm hơn cho các dữ liệu ít được ưu tiên hơn. Bộ SoC cũng được trang bị GPU Adreno 430 và được làm mát bằng một ống tỏa nhiệt giúp phân tán nhiệt bên trong điện thoại.
Chiếc điện thoại được trang bị 3 GB RAM LPDDR4, và 32 GB bộ nhớ trong có thể được mở rộng bằng thẻ nhớ microSD có dung lượng lên tới 200 GB.

### Màn hình
Lumia 950 XL có màn hình AMOLED 5,7 in (140 mm) với độ phân giải 2560x1440 (WQHD) và tỉ lệ màn hình 16:9. Mật độ điểm ảnh trên màn hình là 518 ppi. Màn hình được bảo vệ bởi tấm kính cường lực Gorilla Glass 4, với công nghệ ClearBlack giúp cải thiện khả năng nhìn ngoài nắng, cùng với tính năng nhấp đôi để đánh thức thiết bị, nhưng không giống với những chiếc Lumia cao cấp khác, Lumia 950 XL lại không hỗ trợ một số tính năng như cảm ứng siêu nhạy.

### Máy ảnh
Chiếc Lumia 950 XL được trang bị máy ảnh sau 20 MP mang nhãn hiệu PureView, chứa cảm biến 1/2.4 inch BSI với điểm ảnh rộng 1,12 μm và tự động lấy nét phát hiện pha, một ống kính Carl Zeiss với khẩu độ f/1.9 và hệ thống ổn định hình ảnh quang học thế hệ thứ 5, cùng với ba đèn flash RGB LED có thể được điều chỉnh cho giống với màu của ánh sáng môi trường xung quanh. Độ phân giải ảnh tối đa là 4992x3744 pixel (18.7 MP) với tỉ lệ hình ảnh 4:3 aspect ratio và 5344x3008 pixel (16.1 MP) với tỉ lệ 16:9. Máy ảnh cũng có thể chụp các ảnh tăng tần số lấy mẫu (oversampling) 8 MP, có thể lưu dưới dạng tập tin DNG với độ phân giải gốc cho phép xử lý hậu kì tốt hơn. Máy ảnh còn hỗ trợ quay video lên tới độ phân giải 4K (3840x2160), cùng với video slow motion ở tốc độ 120 fps và độ phân giải 720p.
Máy ảnh trước có cảm biến 5 MP và ống kính góc rộng f/2.4, hỗ trợ quay video độ phân giải lên tới 1080p. Máy ảnh cũng hỗ trợ Windows Hello thông qua nhận dạng mống mắt với trợ giúp từ một chiếc đèn LED hồng ngoại.

### Kết nối
Lumia 950 XL hỗ trợ cộng nghệ 4G LTE với tốc độ truyền dữ liệu tối đa 300 Mbit/s (150 Mbit/s cho bản hai SIM). Các tùy chọn kết nối không dây khác bao gồm Wi-Fi hai băng tần 802.11a/b/g/n/ac, phát sóng Wi-Fi, NFC, Bluetooth 4.1, và chiếu màn hình không dây thông qua Miracast. Các cổng kết nối vật lý bao gồm một jack âm thanh 3.5 mm, cùng với cổng kết nối USB-C cho việc sạc pin và truyền dữ liệu. Cổng USB-C còn hỗ trợ USB OTG, cho phép sử dụng các thiết bị ngoại vi như chuột, ổ đĩa flash hay micro ngoài, và sạc nhanh qua USB-C.

### Khác
Lumia 950 XL hỗ trợ sạc không dây sử dụng chuẩn Qi. Phiên bản cho nhà mạng AT&T còn hỗ trợ chuẩn PMA standard.
Bằng cách sử dụng Microsoft Display Dock hoặc kết nối qua Miracast, chiếc Lumia 950 XL tương thích với Windows Continuum, một công nghệ cho phép người dùng kết nối thiết bị của họ tới một màn hình ngoài và sử dụng như máy tính bình thường.

## Phần mềm
Lumia 950 XL được cài đặt sẵn Windows 10 Mobile Phiên bản 1511. Microsoft đã cho phát hành Windows 10 Mobile Phiên bản 1607 (Anniversary Update) vào tháng 8 năm 2016, và Phiên bản 1703 (Creators Update) vào tháng 4 năm 2017. Chiếc điện thoại sẽ nhận các bản cập nhật phần mềm tới tháng 12 năm 2019.

## Vấn đề đã biết
Chiếc điện thoại gặp phải vấn đề với mạng LTE của AT&T khi người dùng không chèn thẻ SIM trước khi cài đặt điện thoại lần đầu, Cortana có thể gây ra tiếng vang trong các cuộc gọi, và người dùng còn cho biết chiếc điện thoai có vấn đề với Wi-Fi và đã bị khởi động lại một cách bất thường.
Phần mặt lưng có thể gây ra tiếng rắc rắc ở các góc máy. Có thể dán thêm các tờ giấy ghi chú ở bên trong mặt lưng để giải quyết vấn đề này.